# Bjarne G. Nielsen
Bjarne G. Nielsen (født 23. juni 1949, død 20. februar 2020) var en dansk skuespiller.
Nielsen var uddannet fra Statens Teaterskole i 1975. Han har i løbet af sin karriere været tilknyttet bl.a. Cumulus Teatret, Mungo Park, Taastrup Teater og Nørrebros Teater. Han har siden 1986 optrådt som H.C. Andersen i Jesperhus Blomsterpark.

## Filmografi
- Ved vejen (1988)
- Bare løgn! (1991)
- Riget II (1997)
- En dans på roser (2011)

### Tv-serier
- Matador (1981)
- Charlot og Charlotte (1996)
- Edderkoppen (2000)
- Nikolaj og Julie (2002-2003)
- 2900 Happiness (2010)